# Simolestes

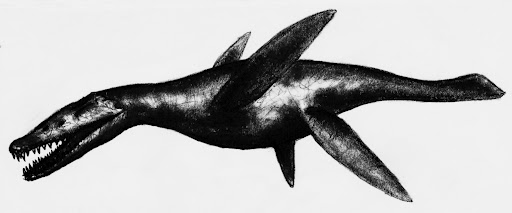
Recriação do Simolestes vorax

Simolestes é um gênero extinto de pliosauroidea Rhomaleosauridae que viveu no Jurássico Médio e Jurássico Superior, onde hoje é a Inglaterra e a Índia. Se tem descrito 3 espécies:
- Simolestes vorax do Calloviano achado na Inglaterra.
- Simolestes keileni do Bajociano na França.
- Simolestes indicus do Tithoniano na Índia.

Simolestes podia ultrapassar os 10 metros de altura.

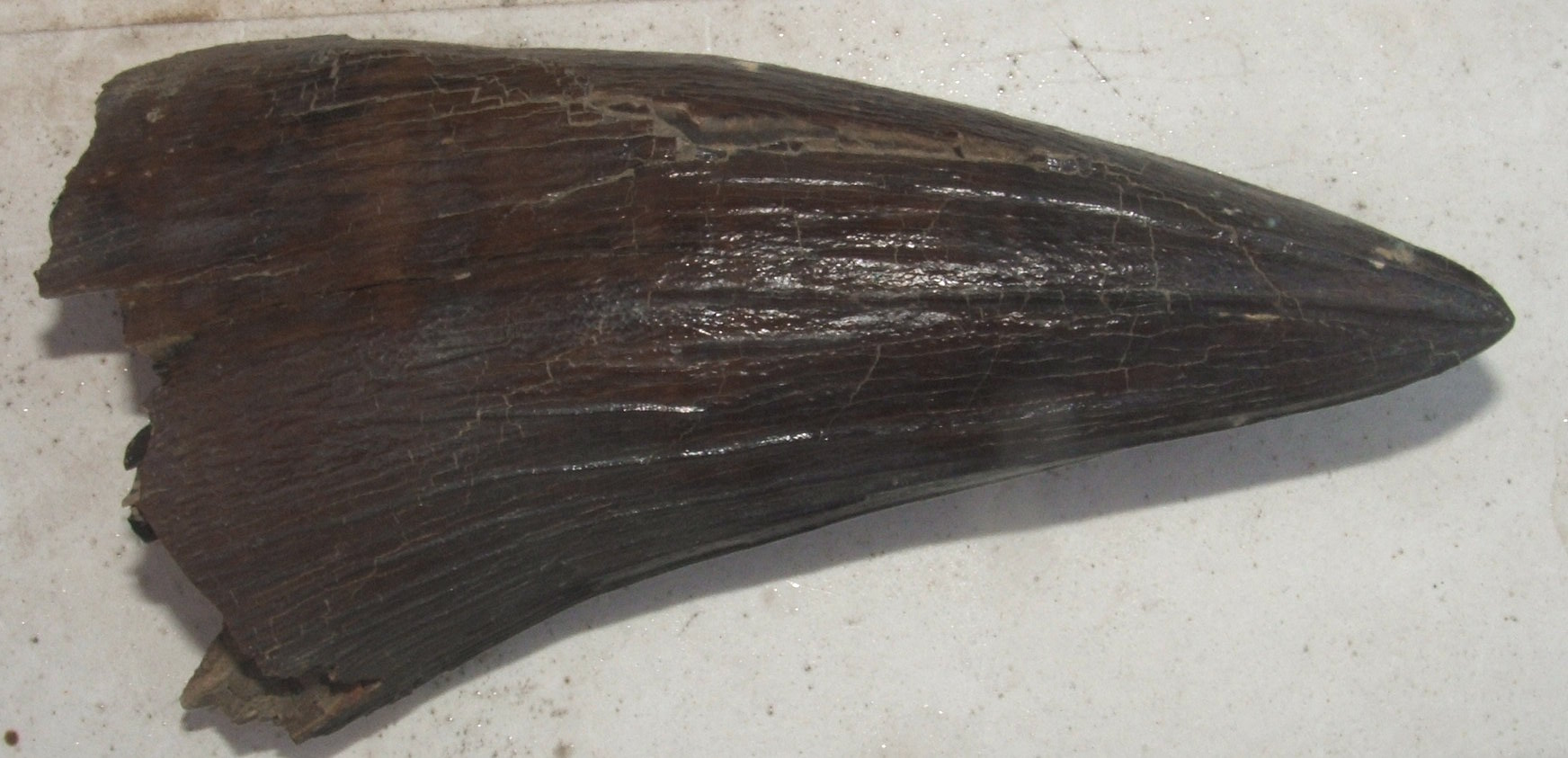
Dente fóssil de um simolestes